# Reserva Natural de Baikal-Lena

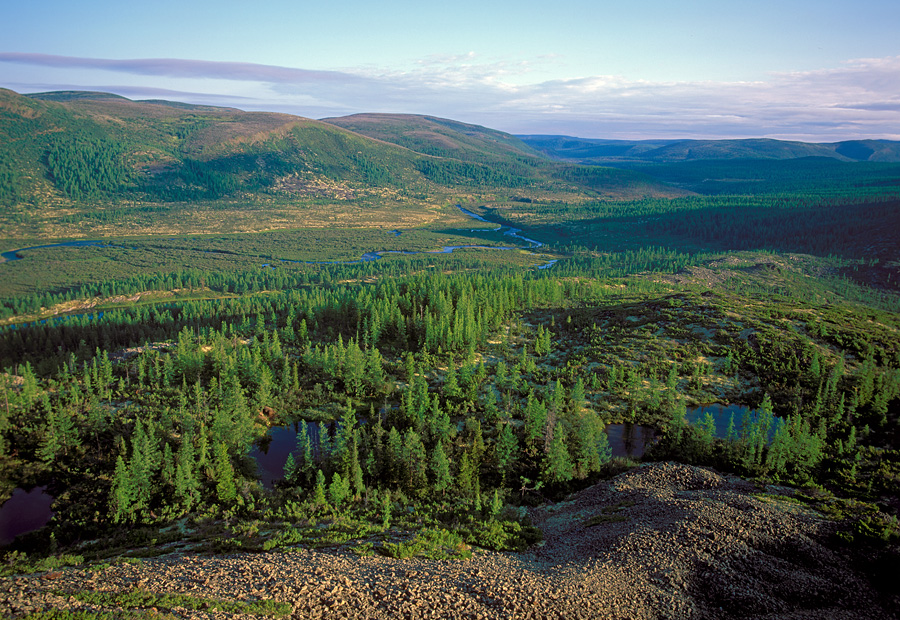
Vista aérea da Reserva Natural de Baikal-Lena

A Reserva Natural de Baikal-Lena (em russo: Байкало-Ленский заповедник) (conhecida também por Lago Baikal; Baykal-Lensky, ou Baykal-Lena) é uma área protegida na Rússia, localizada na costa noroeste do Lago Baikal, no sul da Rússia. Esta reserva protege a foz e a fonte do rio Lena, e estende-se ao longo da costa ocidental do lago Baikal durante cerca de 120 quilómetros, com uma largura média de 65 quilómetros. A reserva natural está inserida no Distrito de Kachugsky, no Oblast de Irkutsk. Desde Dezembro de 1996, esta reserva (juntamente com a reserva de Barguzin e a reserva de Baikal) está classificada como Património Mundial.

## Características
A reserva natural de Baikal-Lena é composta por três sectores: a costa, o rio Lena e o sector de Kirengsky. Está inserida na eco-região do taiga da Sibéria oriental, entre os rios Lena e Ienissei. A sua fronteira norte alcança o circulo árctico, e a fronteira sul chega até a latitude 52ºN. A vegetação dominante é composta por coníferas, e a reserva em si é rica em minerais.
O clima na reserva é classificado como um clima continental húmido, com verões frios e invernos duradouros e gelados. A temperatura média em Agosto é de cerca de 14º C, e em Janeiro a média situa-se nos -18º C; os níveis de precipitação situam-se em 250 milímetros na costa e 1000 milímetros no topo das montanhas.

## Flora e fauna
86% da reserva natural é composta por floresta com características de taiga. O território tem seis espécies de coníferas e cinco espécies de madeira, como a bétula branca, o salgueiro e o álamo. Existem também pântanos e prados.

## Eco-turismo
Classificada como uma reserva natural estrita, a reserva quase na sua totalidade fechada ao público, embora cientistas e outras pessoas envolvidas em educação ambiental possam organizar visitas ao meio. Existem três rotas eco-turistas na reserva, contudo, embora estejam abertas ao público, é necessário uma permissão especial das entidades responsáveis pela reserva, em Irkutsk. A reserva em si não se estende por cima da água, sendo assim possível viajar pelo rio ou navegar no lago, ao longo da costa.